# Poppler (software)
Poppler is een vrije computerbibliotheek voor het weergeven van pdf-bestanden. Poppler is gebaseerd op Xpdf 3.0 en is gecreëerd om twee redenen: het eenvoudiger hergebruiken van de weergave-engine in andere programma's, en verder gaan dan de doelen van Xpdf en beter te integreren met en meer functies te hergebruiken van het besturingssysteem zelf.

## Gebruik
Poppler wordt gebruikt door verschillende PDF-weergaveprogramma's zoals Evince, KPDF, Okular en SumatraPDF, en kan zelfs gebruikt worden als een backend voor Xpdf. Vele andere programma's gebruiken ook Poppler, zoals LibreOffice.

## Extra mogelijkheden in vergelijking met Xpdf
- Het gebruik van Cairo als tekenbackend maakt het gebruik mogelijk van ge-anti-aliaste vectorafbeeldingen en transparante objecten. Omdat Cairo niet afhangt van het X Window System kan Poppler ook worden gebruikt op platformen zonder X-server.
- Mogelijkheid om notities toe tevoegen (gepland)
- Mogelijkheid om formulieren in te vullen en op te slaan.